# Sunset Cliffs

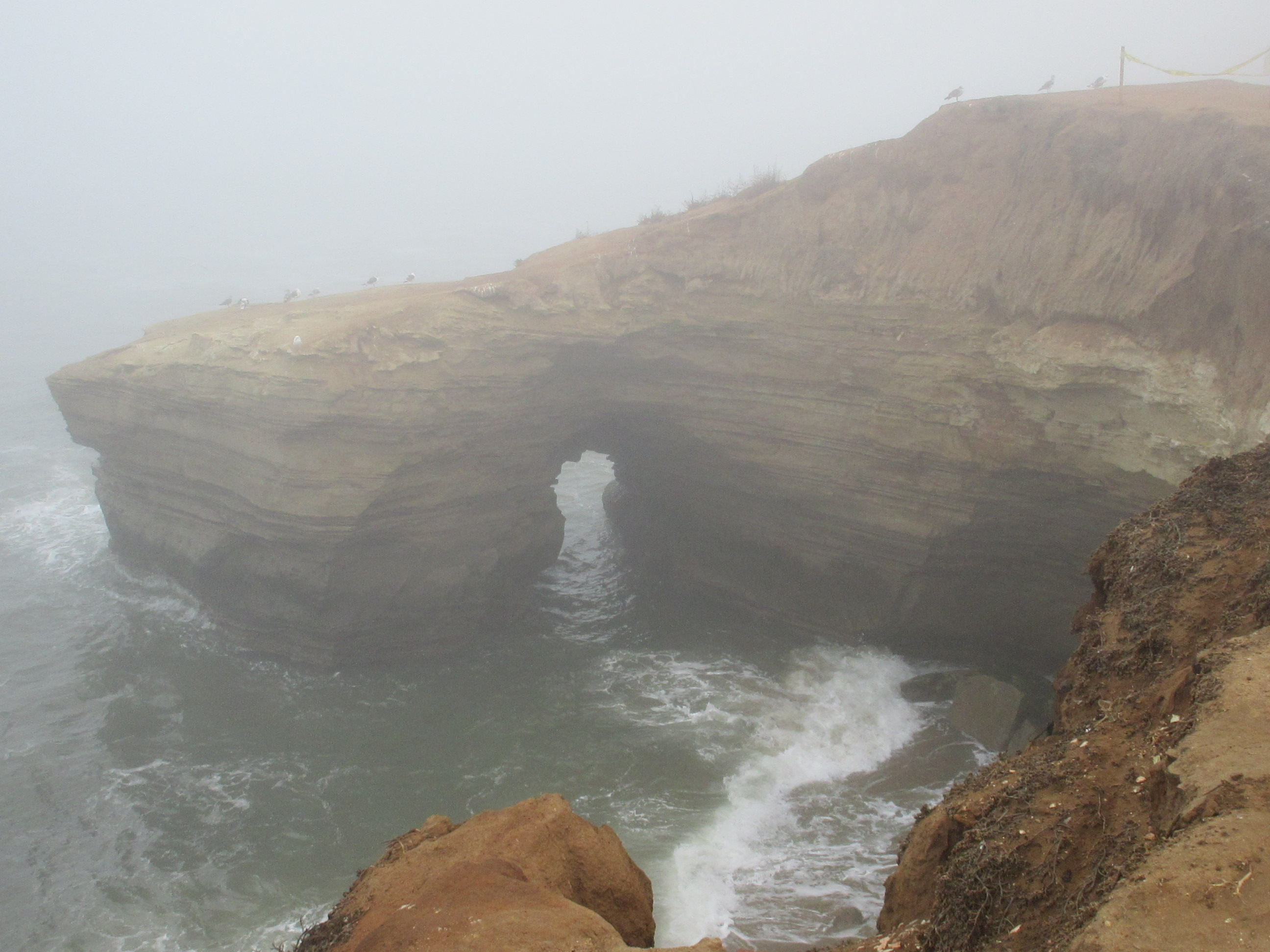
Sunset Cliffs, San Diego op een mistige dag.

Sunset Cliffs is een welvarende kustwijk in het Point Loma-gebied van San Diego, Californië. Het ligt aan de Stille Oceaan, ten zuiden van Ocean Beach, met grenzen aan Catalina Boulevard, Santa Barbara Street en het Sunset Cliffs Natural Park.
De wijk ontleent zijn naam aan de steile kliffen langs de oceaan. Onder de kliffen liggen populaire surfplekken. De ongebaande klifpaden trekken veel wandelaars en zonsondergangkijkers, maar zijn onveilig en hebben geleid tot ongelukken en dodelijke valpartijen.
De hoofdweg is Sunset Cliffs Boulevard. De wijk is grotendeels residentieel, met kronkelende straten en op maat gebouwde woningen. Aan de noordkant van de boulevard ligt een kleine commerciële zone richting Ocean Beach. Sunset Cliffs heeft een openbare basisschool (Sunset View Elementary) en een particuliere school (Warren-Walker School).

## Geschiedenis
Sunset Cliffs heeft een rijke geschiedenis die teruggaat tot de tijd van de Kumeyaay-indianen, die het gebied gebruikten om zeevruchten en planten te verzamelen. Tijdens de Panama–California Expositie van 1915 ontwikkelde Albert Spalding het kustgebied tot een park met bruggen, wandelpaden en trappen naar de oceaan, ontworpen door Japanse architecten. Zijn landgoed, Sunset Cliffs Park, gaf later zijn naam aan de wijk. In 1925 kocht John P. Mills het terrein en ontwikkelde het tot een woonwijk, waarbij hij Spaldings creaties gedeeltelijk liet herstellen. Uiteindelijk verwierf de stad San Diego het kustgebied en maakte er een stadspark van, maar door erosie en stormschade zijn de oorspronkelijke bouwwerken verwijderd.